# Joan Graafland (heraldicus)
Jhr. Joan Magdalena Leo Graafland (Maastricht, 26 oktober 1850 - aldaar, 15 januari 1925), was een Nederlands commissionair-bankier en heraldicus. Tevens was hij officier (1e luitenant) bij de DD Stadsschutterij Maastricht in Maastricht.
Joan Graafland was een telg uit het van oorsprong Amsterdamse patriciërsgeslacht Graafland, waarvan leden sinds 1815 tot de Nederlandse adel behoren. Op 30 oktober 1873 huwde hij de Heerlense Francisca Susanna Geertruida Mols (1851-1934). Zij kregen acht kinderen, waaronder de kunstschilder Robert Graafland (1875-1940).
Graafland is bekend geworden door zijn samen met de heraldisch tekenaar A. Stalins voorbereide heraldische atlas. Het boek, dat een poging doet om een nauwkeurig Nederlands heraldisch jargon te formuleren, is tweetalig en geïnspireerd door het werk van Maximilian Gritzner die het Duitse begrippenapparaat vastlegde en ook meertalige werken publiceerde. Joan Graafland overleed voor het boek persklaar was.